# Knockdown (chanson)
Singles de Alesha Dixon
Lipstick
(2006) The Boy Does Nothing
(2008)
Pistes de Fired Up
Fired Up Superficial
Knockdown est le second single de la chanteuse britannique Alesha Dixon, sorti en 2006 et issu du 1er album solo d'Alesha Fired Up.